# Jan Wacław Machajski

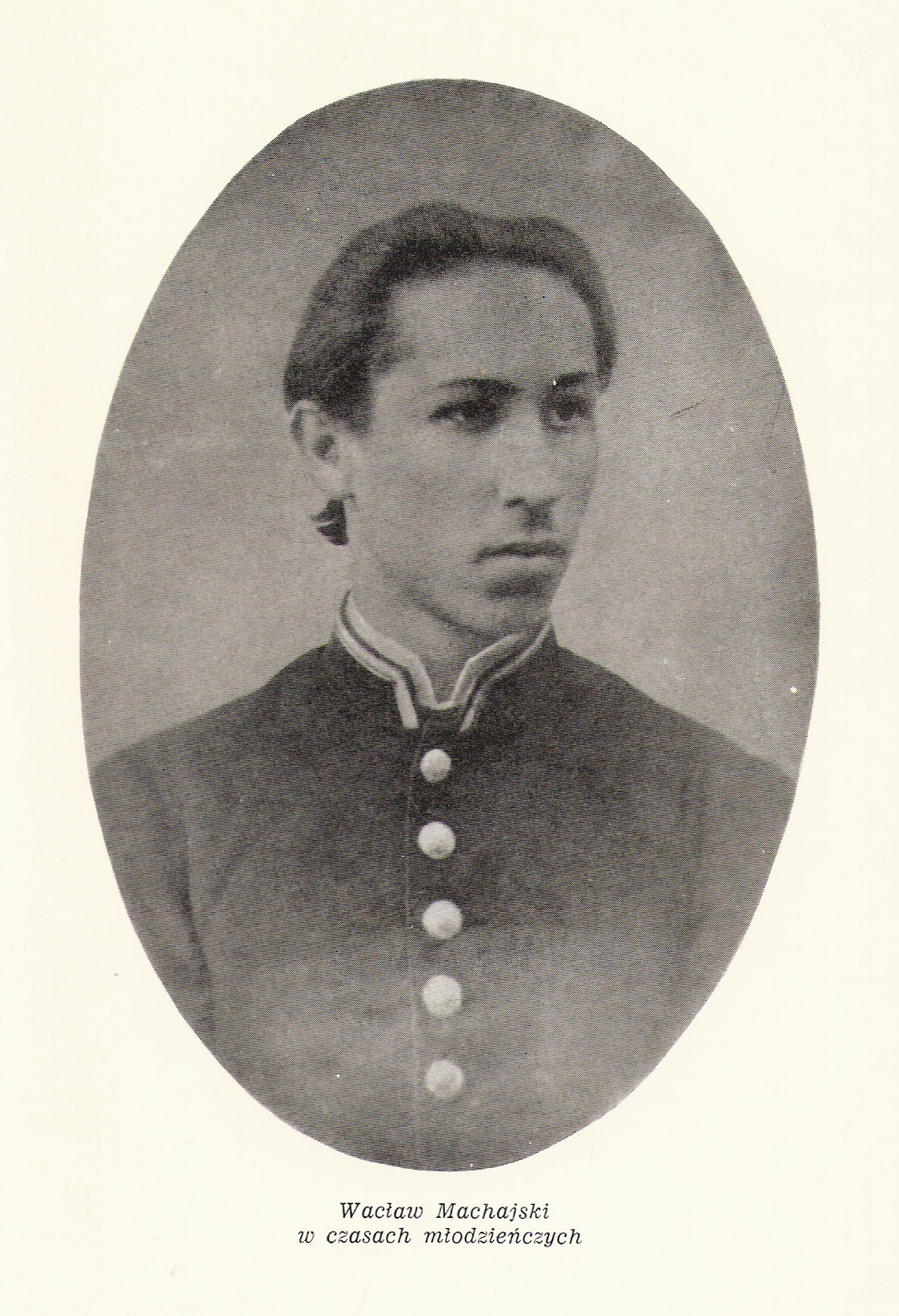
Wacław Machajski

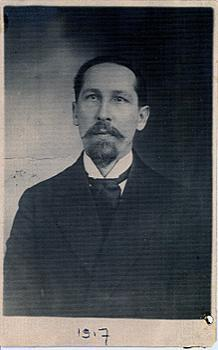
Wacław Machajski im Jahr 1917

Jan Wacław Machajski, Pseudonym: A. Wolski (* 15. Dezember 1866 in Busko-Zdrój; † 19. Februar 1926 in Moskau), war ein polnischer Revolutionär, Gesellschaftstheoretiker und Anarchist.

## Leben
Wacław verlor als Vierjähriger den Vater. Die Familie verarmte. Bereits als Schuljunge unterrichtete Wacław notgedrungen Mitschüler. Auf dem Gymnasium in Kielce wurde Stefan Żeromski sein Schulfreund. 1886 nach dem Abitur studierte Wacław an der Universität Warschau Naturwissenschaften und Medizin, erreichte aber in keinem Fach einen Abschluss, sondern arbeitete vielmehr an seiner politischen Bildung. 1887 trat Wacław dem polnischen nationalistischen Jugendverband Zet bei und schrieb für die Warschauer Arbeiterbewegung.
1891 zog er nach Krakau und bewegte sich als Marxist in revolutionären Kreisen. Im Mai 1892 schmuggelte Wacław Machajski Propagandamaterial aus der Schweiz nach Łódź, saß dafür bis 1895 im Gefängnis Krakau und wurde darauf ins sibirische Wiljuisk verbannt. Ihm gelang 1903 die Flucht. 1907–1911 arbeitete Wacław Machajski in Krakau und Zakopane unter dem Namen Jan Kiżło im Untergrund. Es folgten Aufenthalte in Galizien und Paris. Nach der Oktoberrevolution lebte Wacław Machajski in Moskau.

## Werke
Wacław Machajskis Schriften liegen zumeist in Russisch, aber auch in Polnisch und Französisch vor.
- Wacław Machajskis Werke (polnisch)

## Trotzki
Leo Trotzki erzählt in seinen Erinnerungen von seiner Verbannung in das Gouvernement Irkutsk. Seinerzeit kursierten am Ufer des Lena-Stromes drei hektographierte Hefte von Machajski unter den verbannten „Politischen“ und sorgten für monatelange Kontroversen:
1) Die Entlarvung des Opportunismus in der deutschen Sozialdemokratie.
2) Die Kritik des ökonomischen Systems von Marx: Der Sozialismus sei eine Gesellschaftsordnung, die auf der Ausbeutung der Arbeiter durch die professionellen Intellektuellen beruhe.
3) Der Anarchosyndikalismus lehnt den politischen Kampf ab.